# II. Vilmos holland király
II. Vilmos (teljes nevén Vilmos Frigyes György Lajos, hollandul Willem Frederik George Lodewijk; 1792. december 6. – 1849. március 17.) Hollandia királya, Luxemburg nagyhercege és Limburg hercege 1840 és 1849 között.

## Ifjúsága

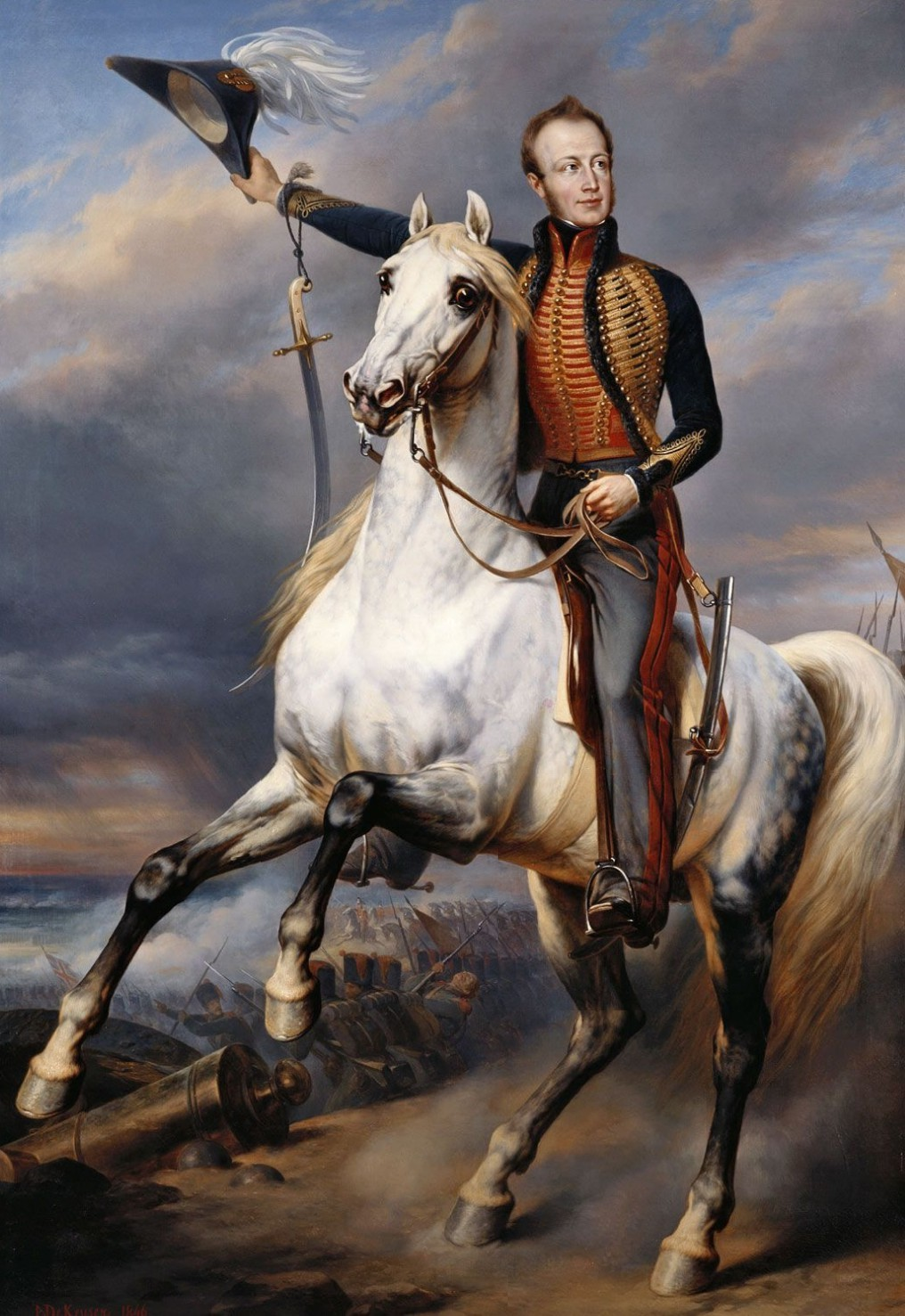
II. Vilmos (Nicaise de Keyser képe)

Vilmos Hágában született 1792. december 6-án I. Vilmos holland király és Vilma királyné legidősebb fiaként. Anyai dédapja Nagy Frigyes porosz király volt. 
Mikor kétéves volt, Napóleon csapatai megszállták Hollandiát, és családja Angliába menekült. Vilmos gyermekéveit a porosz udvarnál töltötte, ahol katonai oktatásban részesült és szolgált a porosz hadseregben, majd az Oxfordi Egyetemen tanult. 1811-ben Wellington herceg szárnysegédje lett és harcolt az ibériai háborúban a franciák ellen. 1811 júniusában alezredessé, októberében pedig ezredessé léptették elő. 1812 szeptemberében a brit régensherceg, a leendő IV. György maga mellé fogadta szárnysegédnek, 1813 decemberében pedig vezérőrnagyi kinevezést kapott. A bátor és közvetlen holland herceg népszerű volt a brit hadvezetésben, beceneve "Vékony Billy" volt. 1813 végén a francia csapatok visszavonulásával Hollandia felszabadult, és apja lett az ország uralkodó hercege, így Vilmos is visszatért hazájába.  
Miután Napóleon 1815-ben megszökött Elba szigetéről, Vilmos ismét az ellene szövetkező európai koalíció egyik parancsnoka lett. 1815. június 16-án ő vezette az egyesült brit-holland sereg I. hadtestét a Quatre Bras-i csatában, két nappal később pedig megsebesült a waterlooi csatában. Vilmos a Napóleon felett aratott győzelemért megkapta a soestdijki palotát.

## Házassága
Vilmos 1814-ben rövid időre eljegyezte György brit trónörökös egyetlen lányát, Charlotte-ot. Az eljegyzést György kezdeményezte, de hamarosan felbontották, mert a menyasszony anyja nem támogatta a házasságot és Charlotte sem akart Hollandiába költözni. Vilmos végül I. Sándor orosz cár legfiatalabb húgát, Anna Pavlovna Romanovát vette feleségül 1816. február 21-én a szentpétervári Téli Palota kápolnájában. A házasságra a két ország jó kapcsolatainak biztosítása végett került sor. Egy évvel később, 1817. február 17-én megszületett a trónörökös, a leendő III. Vilmos. 

## A belga felkelés
Vilmos herceg előzékeny és udvarias természete miatt meglehetős népszerűségnek örvendett a mai Belgium (akkor Dél-Hollandia) területén és az 1830-as belga forradalom kitörésekor ezt megpróbálta felhasználni arra, hogy egy mindkét fél által elfogadható kompromisszumot hozzon létre. Elképzelése az volt, hogy a déli tartományok adminisztratív autonómiát kapnának, de megmaradnának a holland királyi ház uralma alatt. Apja elvetette javaslatait, emiatt kapcsolatuk a későbbiekben feszült maradt. 
1831 áprilisában Vilmos vezette a felkelést leverésére indított tíznapos hadjáratot. A lázadókat visszaszorította és mélyen behatolt a belga területre, ám a francia intervenció hírére visszavonult. Az európai nagyhatalmak a Szász-Coburg-Gotha házból származó I. Lipótot választották belga uralkodónak. A két ország 1839-ben kötött békét egymással. 

## Uralkodása

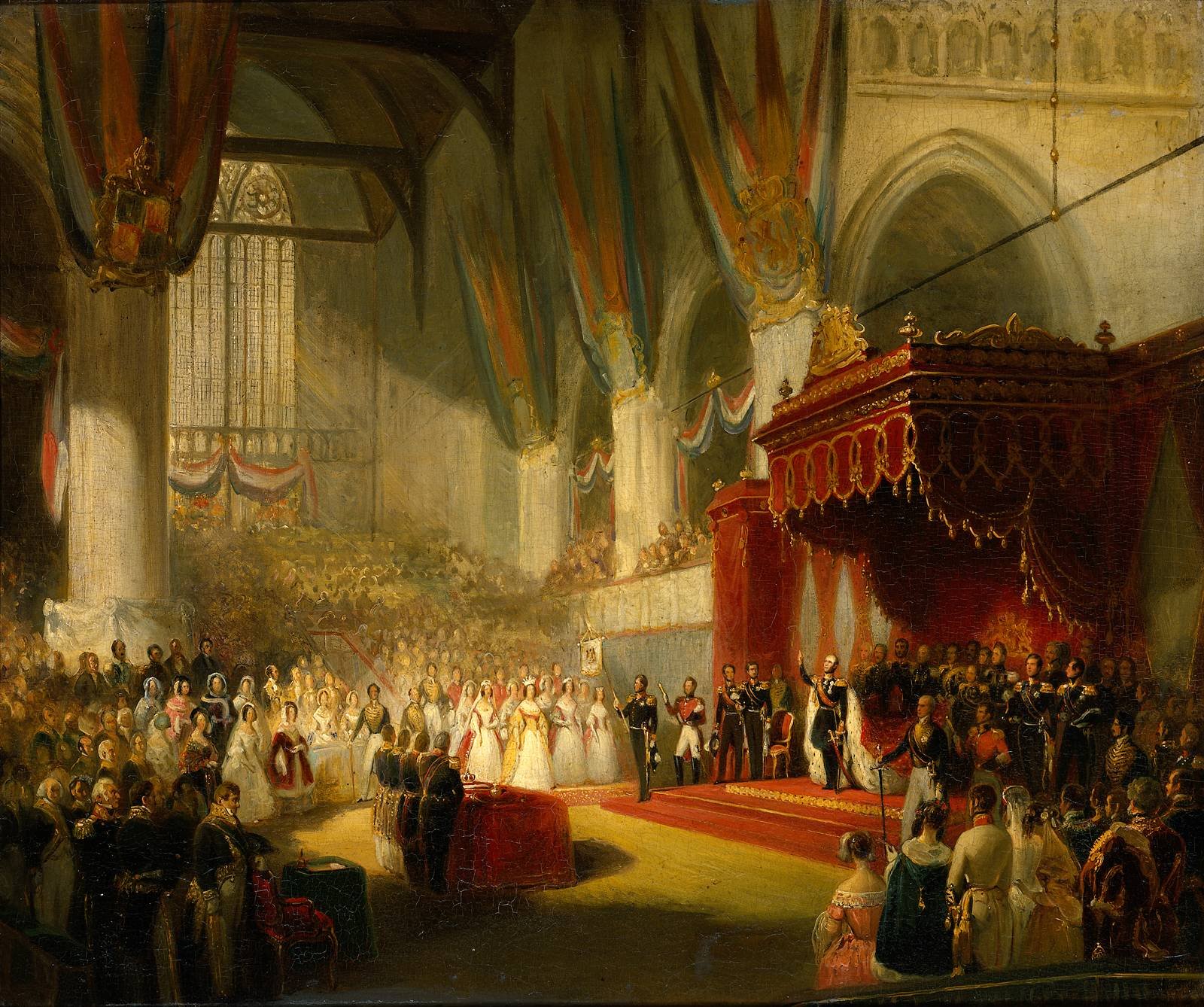
II. Vilmos beiktatása

Miután apja 1840. október 7-én lemondott, Vilmos lett Hollandia királya. Ő maga is konzervatív volt politikailag, de a közvetlen kormányzati kérdésekbe jóval kevésbe avatkozott bele, mint I. Vilmos. A liberálisok alkotmányos reformokat és a választójog kiszélesítését követelték, a király pedig józan és higgadt tudott maradni a politikai viták közepette is. 
1848 tavaszán Európa-szerte forradalmak törtek ki, Franciaországban megdöntötték a Bourbon-Orléans monarchiát. Vilmos attól tartott, hogy a forradalom átterjed Amszterdamra is, és megelőzve a kikényszerített változást, liberalizálta a holland politikai rendszert. Később így nyilatkozott: "Egyetlen éjszaka alatt konzervatívból liberálissá lettem". A neves liberális politikus, Johan Rudolf Thorbecke vezetésével létrehozott egy bizottságot az új alkotmány megszövegezésére. Az új rendszerben a parlament felsőházát (Eerste Kamer) nem a király nevezte ki, hanem a tartományok választották meg tagjait; az alsóházi (Tweede Kamer) képviselőket pedig közvetlenül választották.  Az addigi elektori rendszer helyett limitált általános választójogot biztosítottak a polgároknak. Az uralkodó hatalma jelentősen csökkent; az elsődleges hatalom ezután az alsóházhoz került. Az 1848-as alkotmány (bizonyos lényeges változtatásokkal, mint az teljes általános választójog és a választókörzetek helyett a listás szavazás 1917-es bevezetése) ma is érvényben van. 
Vilmos felesküdött az új parlament előtt, de néhány hónappal később az észak-brabanti Tilburgban váratlanul, 56 évesen elhunyt. 

## Családja

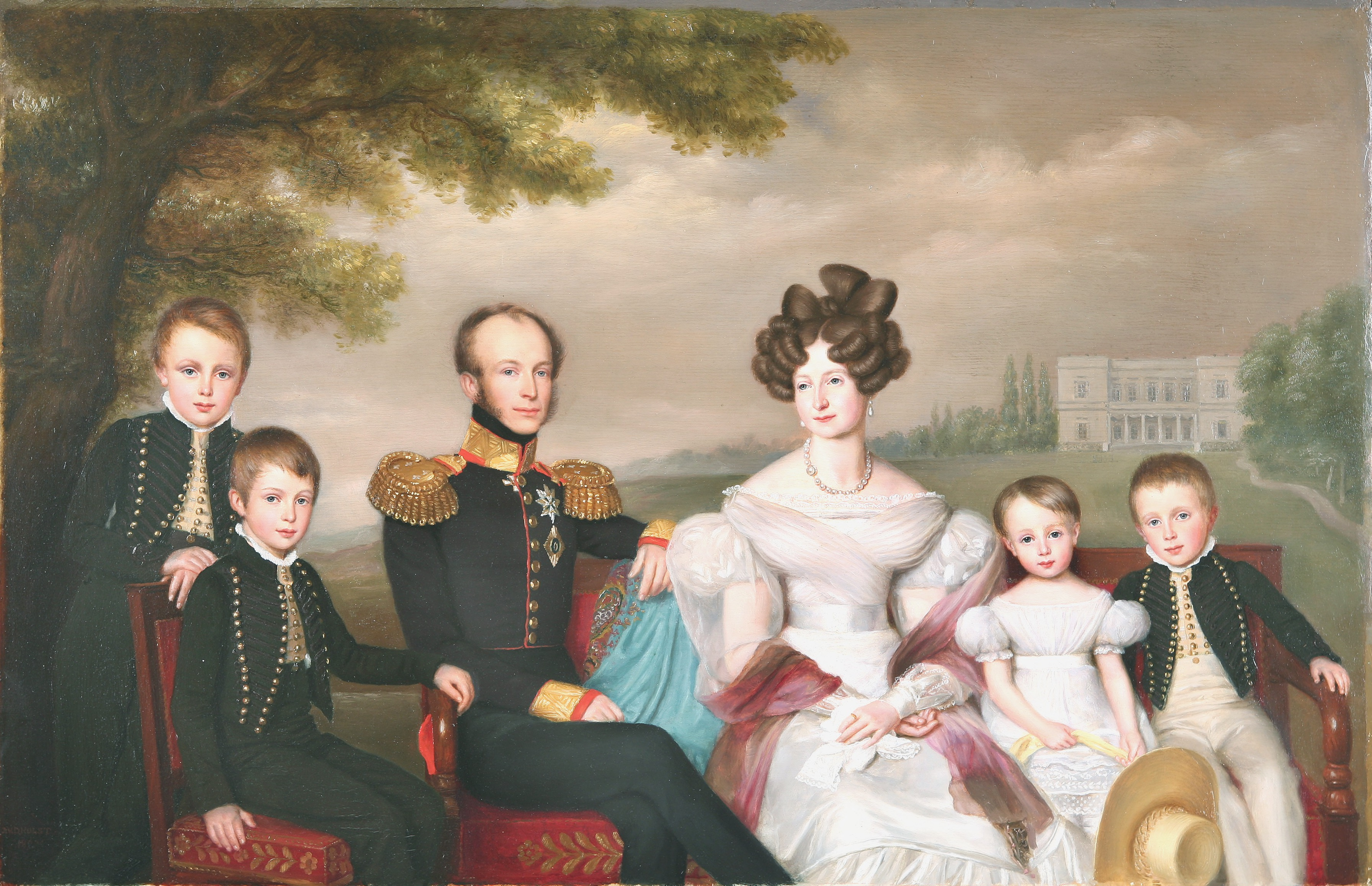
II. Vilmos és családja (Jean-Baptiste van der Hulst képe)

II. Vilmos biszexuális volt, nőkkel és férfiakkal is voltak afférjai. 1819-ben meg is zsarolták - ahogyan Van Maanen igazságügyminiszter fogalmazott egy levelében - "szégyenletes és természetellenes vágyai" miatt.   
Vilmosnak és Anna Pavlovnának öt gyermeke született:
- Vilmos Sándor Pál Frigyes Lajos (1817–1890), III. Vilmos néven Hollandia királya
- Vilmos Sándor Frigyes Konstantin Miklós Mihály (1818–1848)
- Vilmos Frigyes Henrik (1820–1879)
- Vilmos Sándor Ernő Frigyes Kázmér (1822. május 21. – 1822. október 22.)
- Vilma Mária Zsófia Lujza (1824–1897)

## Fordítás
- Ez a szócikk részben vagy egészben  a   William II of the Netherlands című angol Wikipédia-szócikk ezen változatának fordításán alapul.  Az eredeti cikk szerkesztőit annak laptörténete sorolja fel. Ez a jelzés csupán a megfogalmazás eredetét és a szerzői jogokat jelzi, nem szolgál a cikkben szereplő információk forrásmegjelöléseként.

## Lásd még
- Hollandia uralkodóinak listája
- Holland uralkodók házastársainak listája
- Hollandia uralkodóinak családfája

| Előző uralkodó: I. Vilmos | Hollandia királya 1840 – 1849 | Következő uralkodó: III. Vilmos |

| Előző uralkodó: I. Vilmos | Luxemburgi nagyherceg 1840 – 1849 | Következő uralkodó: III. Vilmos |